# Ґоґолін (Лодзинське воєводство)
Ґоґолін (пол. Gogolin) — село в Польщі, у гміні Садковиці Равського повіту Лодзинського воєводства.
Населення — 68 осіб (2011).
У 1975-1998 роках село належало до Скерневицького воєводства.

## Демографія
Демографічна структура станом на 31 березня 2011 року:
|          | Загалом | Допрацездатний вік | Працездатний вік | Постпрацездатний вік |
| -------- | ------- | ------------------ | ---------------- | -------------------- |
| Чоловіки | 32      | 4                  | 24               | 4                    |
| Жінки    | 36      | 5                  | 19               | 12                   |
| Разом    | 68      | 9                  | 43               | 16                   |